# Rhacocleis anatolica
Rhacocleis anatolica är en insektsart som beskrevs av Werner 1933. Rhacocleis anatolica ingår i släktet Rhacocleis och familjen vårtbitare. Inga underarter finns listade i Catalogue of Life.